# José Aurelio Suárez
José Aurelio Suárez García (Gijón, 18 de diciembre de 1995) es un futbolista español que juega como portero en el JEF United Chiba de la J2 League.

## Trayectoria

### Inicios y juvenil azulgrana
Comenzó en el fútbol base del TSK Roces llegando al equipo Alevín en donde mostró sus grandes facetas que le ayudaron para ir subiendo de categoría, junto con llevarlo a jugar con la selección asturiana con quienes en 2011 consigue el Campeonato de España de Autonomías disputado en Extremadura, con una participación fundamental del meta. Esto lo lleva a captar el interés de los ojeadores del Fútbol Club Barcelona, quienes lo fichan en el verano de ese mismo año incorporándose al Juvenil "B" azulgrana. En su primera temporada comparte la portería con Fabrice Ondoa y logrando conseguir la Liga y el Campeonato de Cataluña; situación parecida viviría al año siguiente alzándose nuevamente con los dos títulos, pero esta vez como titular indiscutible encajando 15 goles en 23 encuentros.
Tras su gran campaña, pasó en 2013 al Juvenil "A" bajo las órdenes de Jordi Vinyals además de reencontrase con Ondoa quien en un comienzo nuevamente lo deja como suplente volviendo a pasar a un segundo plano, pese a estos impedimentos tiene buenas actuaciones dando muestras de su técnica y dominio del juego aéreo, llegando a disputarle la titularidad al camerúnes lo que lleva a renovar su contrato con el club por dos temporadas más. Finalmente el equipo de Vinyals certifica un gran año, al conseguir la División de Honor y la primera edición de la Liga Juvenil de la UEFA imponiéndose en la final al S. L. Benfica por 3-0, encuentro que Suárez debió ver desde el banquillo.

### F. C. Barcelona B
Para la temporada 2014-15 es promovido al filial azulgrana dirigido por Eusebio Sacristán. Luego de una primera vuelta marcada por la hegemonía de Adrián Ortolá en la portería, logra debutar el 31 de enero del 2015 en la victoria por 4-1 ante el C. E. Sabadell siendo vital para mantener la valla. Los malos resultados acumulados condenaron al entrenador que fue destituido tras la goleada 4-0 con Suárez bajo los tres palos, su sustituto no sería otro que Jordi Vinyals quien le entrega la confianza al gijonés por sus buenas paradas ganándose la titularidad. Pese al esfuerzo del equipo, este no logra mejorar la situación por lo que acaba descendiendo a Segunda B en última posición; por su parte José Aurelio no alcanzó un buen registro encajando 38 goles en 17 encuentros (más de dos goles por partido).

### Girona y Tarragona
El 8 de julio de 2017 fichó por el Girona F. C. para las próximas cinco temporadas. El cancerbero sufrió dos lesiones en el hombro que le obligaron a pasar el curso 2017-18 en blanco. La campaña siguiente compitió en segunda B con el Peralada (entonces filial del Girona) con el que llegó a jugar 23 partidos. En total, José Aurélio Suárez formaría parte de 44 convocatorias con el primer equipo del club catalán pero no ha llegado a disputar ni un solo minuto oficial.
El 18 de enero de 2021 fichó por el Nàstic de Tarragona de la Segunda División B.

### Alcorcón y Japón
Tras completar el curso 2020-21 en Tarragona, en julio de 2021 inició su primera experiencia fuera del fútbol catalán firmando por dos años con la A. D. Alcorcón. Abandonó el club el 29 de enero de 2022 e inició sus primeras aventuras fuera de España, concretamente Japón, en el Tokushima Vortis y el JEF United Chiba.

## Clubes
| Club                | País   | Años      | Partidos | G. E. |
| ------------------- | ------ | --------- | -------- | ----- |
| F. C. Barcelona "B" | España | 2014-2017 | 17       | 38    |
| Girona F. C.        | España | 2017-2021 | 0        | 0     |
| Nàstic de Tarragona | España | 2021      | 15       | 14    |
| A. D. Alcorcón      | España | 2021-2022 | 3        | 2     |
| Tokushima Vortis    | Japón  | 2022-2024 |          |       |
| JEF United Chiba    | Japón  | 2025-     |          |       |

## Palmarés

### Campeonatos nacionales
| Título                    | Club                        | País   | Año     |
| ------------------------- | --------------------------- | ------ | ------- |
| División de Honor Juvenil | F. C. Barcelona Juvenil "A" | España | 2013-14 |

### Campeonatos internacionales
| Título                  | Club                        | Sede | Año     |
| ----------------------- | --------------------------- | ---- | ------- |
| Liga Juvenil de la UEFA | F. C. Barcelona Juvenil "A" | Nyon | 2013-14 |